# Cynoscion phoxocephalus
Cynoscion phoxocephalus és una espècie de peix de la família dels esciènids i de l'ordre dels perciformes.

## Morfologia
- Els mascles poden assolir 60 cm de longitud total.[3][4]

## Alimentació
Menja peixos, gambes i d'altres crustacis.

## Hàbitat
És un peix marí, de clima tropical i demersal.

## Distribució geogràfica
Es troba al Pacífic oriental: des del sud de Mèxic fins al Perú.

## Observacions
És inofensiu per als humans.